# 文化人類学
文化人類学（ぶんかじんるいがく、英・Cultural anthropology）は、人間の生活様式全体（生活や活動）の具体的なありかたを研究する人類学の一分野である。

## 概要
人類学は一般に、人類の進化や生物学的側面を研究する「自然人類学」と、人類の社会的・文化的側面を研究する「文化人類学 」(Cultural Anthropology) 、「社会人類学」 (Social Anthropology) などに大別される。文化はゴードン・チャイルドの定義に取って代わられ、文化が包括的な用語になり、文明は特定の分野を意味する用語となった。文化人類学の名称はアメリカにおいて用いられ、イギリスおよび多くのヨーロッパ諸国では「社会人類学」の名称が用いられてきた。他のヨーロッパ諸国や日本においては民族学（英語圏での Ethnology、ドイツ語圏での Ethnologie）の名称も用いられている（民族学を一分野とする場合も多い）。民俗学（Folklore）もまた隣接分野として共通の研究テーマを共有することが多い。
「自然人類学」は、文化人類学や言語人類学、考古学と同様、重要な学問であり人類を進化の過程によって形作られてきた生物学的側面から捉える。それに対して、「文化人類学」は自然の対義としての文化から人類を研究しようとする学問分野である。文化とは、進化の過程を経て形成された遺伝的な形質のことではなく、人類が後天的に学習した行動パターンや言語、人工物の総体を指している。したがって文化人類学の隣接科学には言語学と考古学があり、アメリカの学部ではこれらの学問に加えて自然人類学をあわせて総合的に教育されている。
より狭い意味で文化人類学は民族・社会間の文化や社会構造の比較研究としても理解されている。社会人類学や民族学という名称は文化人類学という用語とほぼ同義である。ブロニスワフ・マリノフスキによる1914年のパプア調査以後、この分野では数ヶ月から数年に渡って研究対象となる社会に滞在し、その集団の構成員の一員として生活する参与観察の手法を用いることが一般的となった。ライモン・パニッカーは、文化を成長、発展、革新そのほか多数に分類している。
- 文化の定義

1. 古典的・日常的文化：産業化な文明に対して、人間の精神面での向上などによち定義づけられた文化[4]。
2. 人類学的文化：人間と、自然や動物との差異から成立した文化。
3. 社会学的文化：複数の社会や、その成員との関わりで成立した文化。

## 歴史
ヨーロッパに文化人類学の学説史においては、ブロニスワフ・マリノフスキの『西太平洋の遠洋航海者』、アルフレッド・ラドクリフ＝ブラウンの『アンダマン島民』の両書が出版された1922年を境にして近代的人類学が始まったとされる。なお、これ以前の人類学者としては歴史主義（すべての社会は未開状態から段階を経て進歩していくとする考えで、西欧近代をその頂点とした）や伝播主義（類似する社会習慣がある場合、一方から他方にそれが伝播したとする考え）を特徴とするルイス・ヘンリー・モーガンやジェームズ・フレイザー、ロバート・ローウィらがあげられる 。
この時期、マリノフスキが確立したフィールドワークの手法によってデータの体系的収集が可能になり、さらにラドクリフ＝ブラウンによってフランスの社会学者デュルケームの社会理論に基づいた構造機能主義理論が確立され、社会科学としてのその基礎が築かれた。
マリノフスキとラドクリフ＝ブラウンは、ともにヨーロッパのイギリスを中心に活動したため（もっとも両者はともにアメリカで教鞭をとっている）、第二次世界大戦後は彼らの後を受けたイギリス社会人類学の伝統が人類学の本流として認識されるようになった。しかし、各国の人類学にはこれとは異なる伝統が存在しており、その中でもアメリカとフランスの伝統はしばしば強い影響力を持った。ローナ・ローズによれば、人類学者は、植民地主義へのプロセスにより、直接・間接に原始的他者に接することになった。
アメリカにおいては、フランツ・ボアズを中心とした独特の学派が受け継がれてきた。この学派は社会人類学よりもより包括的なアプローチを取り、人間の慣習や社会制度、心理的傾向性、言語、物質文化と言った多様な要素からなる広義の文化に焦点を当てた。ボアズは1887年に文明は絶対的なものではなく、相対的なものであり、我々の文明が進化する限り真実であると語った。
ボアズの学派は、幅広い文化の概念を用いて各民族（具体的には北米原住民）の固有文化を記述することに専念し、社会人類学のような理論化に対しては批判的であった。この学派の姿勢は乏しい資料を基に自民族中心主義的な理論化を行った進化主義への反発から来ていると言われ、ボアズらはこのような進化主義的立場に抗して、それぞれの文化は、それぞれの価値において記述・評価されるべきであると言う文化相対主義を主張した。21世紀までには、文化相対主義の立場は、文化人類学者にとって自明のものとして認知されている。また、一方で社会関係にこだわらない包括的な立場を取り、言語や心理過程、地理的範疇や生態系にも焦点を当てたために、後に心理人類学（文化とパーソナリティ論）、生態人類学（新進化主義）、といった数多くの下位分野を生み出すことになった。
日本では、岡茂雄が戦前に、民族学・民俗学及び考古学専門の書店「岡書院」を開き、多くの本を出版した。また、歴史学者、考古学者の西村眞次が1938年に早稲田大学文学部内に文化人類学会を設置して初代会長に就任、人類学の教科書を3冊上梓するなど、文化人類学の認知に貢献した 。戦後は、イギリスに留学して社会人類学を修めた中根千枝を招いた東京大学においてイギリス流の社会人類学が受容された。一方、関西では生態学者今西錦司の弟子である梅棹忠夫を中心とした京都大学人文科学研究所がアジア・アフリカ各地に探検隊を派遣して多くの研究を行った。また、国立民族学博物館が設立されて、日本における文化人類学の研究拠点となった。生態学者今西錦司の影響下に発展した京都の人類学は霊長類学との協力が盛んで自然科学出身の人材も多く、環境利用や生業、技術、進化など人類社会の生態学的側面に焦点を当てた研究も進められた。また、梅棹忠夫が1950年代に著した『文明の生態史観』は、当時の日本の論壇とくに唯物史観が支配的だった当時の社会科学全般に衝撃を与えた。
文化人類学は様々な国でその国独自の事情を反映して多様に発展してきたが、交流の活発化に伴ってかつてのような国ごとの個性はそれぞれのフィールドごとに再編されつつあり、国による違いは徐々になくなりつつある。構造主義を普及させたクロード・レヴィ＝ストロースは、従来の欧米の人文科学における人間の文化・生活に対する捉え方に疑問を投げかけ、哲学部門を中心とした人文科学全体の学問の在り方に関する議論が活発になっている。また1970年代以降、文化人類学がおもな対象としてきた発展途上国社会で急激に開発が進み（ポストコロニアル）、新たな社会問題が発生するようになるに伴って学問の性格も徐々に変化してきた。特に1980年代以降は、開発、医療、エイズ、環境問題、教育、観光などの社会問題を扱う応用人類学の分野が急成長し、急激に多様化が進みつつある。さらに、ポストモダンの相対主義的潮流のなかでポストコロニアル理論を打ち立てたエドワード・サイードの『オリエンタリズム』や人類学者ジェイムズ・クリフォードの『文化を書く』などの批判に関連して、文化人類学者が異文化を「書く」とはどういうことなのか、という学問の根幹に関わる問題も提起された。同様に人類学的行為の政治性や方法論・理念（文化相対主義、社会構築主義など）についての議論も盛んに行なわれている。
- フィールドワーク

フイールドワークとは、文化人類学や医療人類学、生物人類学その他の人類学を目的として、現地調査を行う行為である。数カ月から数年に渡って研究対象となる社会に滞在し、その集団の構成員の一員として生活する参与観察は、《実地調査》（現地調査）の1手法である。フィールドワークには、観察、参与観察、面接《インタビュー》、心理テストなどの手法がある。
フィールドワークにおいてどんな調査結果が得られるかについて、調査する者の価値観、調査対象を好きか嫌いか、調査者と調査対象の間に生まれた関係（ラポール、rapport）、などが関係するところが、文化人類学が持つ課題である。日本において、複数の地をフィールドワークすることが学問的に望ましいが、多くの人類学者は大学院生時に行ったフィールドワークの対象社会を生涯にわたって研究することが多く、それは社会的な制約（大学の講義等）により複数の社会を対象とすることが困難であるためである。
- 倫理的な問題

1970年代頃から、調査される側の迷惑、調査する側の倫理、が課題として取り上げられている。アメリカ人類学会には倫理委員会 (Committee on Ethics) が設けられ、1975年に綱領「職業的責任の原理」が、1984年に「倫理コード」が作成された。日本では1988年の第25回日本民族学会研究大会にてシンポジウム「民族学と少数民族-調査する側と調査される側」が催され、これをきっかけに研究倫理委員会が設置された。日本文化人類学会は、遺骨の取り扱いなどについて、過去の研究至上主義をアイヌ民族に対して謝罪している。

## 文化人類学の諸分野
文化人類学の学問対象および資料は以下の通りである。
1. フィールドワーク（実地調査）などの方法論、学説史
2. 民族史（エスノヒストリー）
3. 言語
4. 自然環境、生業（狩猟、漁澇、牧畜、農業）、衣食住、民具、技術、芸術など
5. 婚姻制度や家族・親族の構造、社会・政治・経済の仕組み、人間関係、さまざまな集団の成り立ち、伝統、習慣と制度など
6. 宗教・信仰・呪術・儀礼・祭礼など
7. 神話・伝説・民話など
8. 民謡・音楽・舞踏・劇など
9. 都市における諸問題、都市文化や文明の影響による変化など
10. 躾や教育の仕方、人格形成と民族・国民性の特色、文化の変化と心理的適用、精神衛生など
11. その他（映像人類学、民族映画学、認識人類学、医療人類学）

## 人類学の下位分野
- 歴史人類学
- 医療人類学
- 政治人類学
- 経済人類学
- 宗教人類学
- 芸術人類学
- 都市人類学

- 公共人類学
- 観光人類学
- 生態人類学
- ドグマ人類学
- 心理人類学
- メディア人類学

- 言語人類学
- 生物人類学
- 映像人類学
- トランスパーソナル人類学
- 経営人類学